# Крутиха (приток Порозихи)
Крутиха — река в России, протекает по Алейскому району Алтайского края. Устье реки находится в 37 км по правому берегу реки Порозиха. Длина реки составляет 21 км, площадь водосборного бассейна 100 км².

## Данные водного реестра
По данным государственного водного реестра России относится к Верхнеобскому бассейновому округу, водохозяйственный участок реки — Обь от слияния рек Бия и Катунь до города Барнаул, без реки Алей, речной подбассейн реки — бассейны притоков (Верхней) Оби до впадения Томи. Речной бассейн реки — (Верхняя) Обь до впадения Иртыша.